# 布拉霍達特內 (沃夫昌斯克市鎮)
布拉霍達特內（羅馬化：Blahodatne）是位於烏克蘭東部哈爾科夫州丘胡伊夫区沃夫昌斯克市鎮的村莊。該村始建於1750年，面積0.39平方公里，海拔高度134米，2001年人口179，人口密度每平方公里462.5人。